# Zatiranje škodljivcev v kmetijstvu
Bolezni in škodljivci so naravni členi življenjskih združb. Pri samoniklih rastlinah so razmerja med rastlino in škodljivcem uravnovešena in ni opaznih škod. Pri gojenju rastlin, kakor ga je uvedel človek, z monokulturami pa so se pogoji za razvoj bolezni in škodljivcev močno povečali, zato občutno zmanjšujejo količino pridelka in njegovo kakovost. Človek, ki na tak način prideluje poljščine, skuša že od nekdaj te ohraniti in zaščititi. V mnogih letih razvoja je razvil več načinov za zatiranje bolezni, škodljivcev in plevelov, to so:
- Ročno in mehanično uničevanje škodljivcev.
- Puljenje plevelov.
- Odbiranje ekotipov in sort, odpornih na bolezni.
- Vzdrževanje rastlinske higiene.
- Izbira ustreznih leg nasadov in posevkov.
- Kolobarjenje rastlin.
- Gnojenje zemlje.
- Biološki način zatiranja škodljivcev z naravnimi sovražniki.
- Kemični načini zatiranja bolezni, kateri so se v Evropi začeli širiti pred 170 leti, ko so v Evropo zanesli pepelasto plesen na vinski trti, kasneje pa še peronosporo na hmelju. To je odprlo pot v vse večjo kemizacijo v kmetijstvu in uporabo vse hujših strupov - tudi za človeka. Po drugi svetovni vojni se je uporaba kemičnih sredstev že tako razširila, da je postala kar sinonim za celotno varstvo rastlin.

## Delitev zaščitnih sredstev z ozirom na ciljnega škodljivca
Glede na vrsto organizmov,ki jih zatirajo, delimo fitofarmacijska sredstva na:
- akaricide - za zatiranje pršic,
- insekticide - za zatiranje žuželk, naprej se natančneje razdelijo glede na razvojni stadij žuželk, na katerega delujejo ali na vrsto žuželk, ki jo uničujejo, v;
  - ovicide - za uničevanje jajčec,
  - larvicide - za zatiranje ličink,
  - adulticide - za zatiranje odraslih stadijev,
  - aficide - za zatiranje listnih uši,
- fungicide - za zatiranje gliv, povzročiteljic rastlinskih bolezni, te dalje delimo glede na vrsto parazitov, proti katerim jih uporabljamo, na;
  - venturicide - za zatiranje gliv rodu Venturia, ki povzročajo škrlup,
  - tileticide - za razkuževanje semen proti trdi sneti,
- baktericide - za zatiranje bakterij,
- nematocide ali antihelmintike - za uničevanje glist,
- herbicide - za zatiranje plevelov, te natančneje razvrstimo v;
  - arboricide - za zatiranje olesenelih rastlin - grmov in dreves,
  - silvicide - za uničevanje gozdnih kompleksov (uporabljali so jih v vietnamski vojni),
  - defoliante - za odpadanje listja (za lažje obiranje),
  - desikante - za sušenje rastlin,
  - graminicide - za zatiranje trav,
  - algicide - za zatiranje alg itd. (odvisno od vrste rastline)...
- moluskicide ali limacide - za zatiranje polžev,
- rodenticide - za zatiranje glodavcev, glede na vrsto glodavca pa jih delimo na;
  - raticid - za uničevanje podgan,
  - muricid - za uničevanje miši,
- sinergisti - so dodana sredstva, ki izboljšujejo delovanje aktivnih snovi,
- repelenti ali repulzivni pripravki odvračajo škodljive organizme,
- fiziotropi ali regulatorji rasti uravnavajo rast in razvoj rastlin,
- dodatna sredstva, ki izboljšujejo fizikalna svojstva pripravkov.

V preteklosti so uporabljali bolj enostavna zaščitna sredstva, to so bila znana:
- Žvepleni pripravki,
- Bakrovi pripravki - Kuprablau, bakrena brozga,
- Živosrebrni pripravki - živosrebrni fungicidi

## Letna poraba zaščitnih sredstev v Sloveniji
Poraba zaščitnih sredstev v kmetijstvu Slovenije je velika, saj smo že leta 1992 porabili v te namene sledeče količine sredstev:
- Pesticidi: 947.787 kg, od tega je bilo;
  - herbicidov: 314.549 kg (33%),
  - insekticidov: 257.477 kg (27%),
  - fungicidov: 341.116 kg (36%),
  - drugih sredstev: 34.645 kg (4%),

Toliko je bilo registrirane porabe, koliko je bilo še neregistrirane, se pa ne ve. V Sloveniji celo še dovoljujemo uporabo DDT - sredstva za zatiranje škodljivcev v gozdovih, kar je lahko katastrofalno za vodne vire, zato se ni potrebno čuditi skokovitemu povečanju obolevanja za rakom. Zadnjih deset let se je letna poraba teh sredstev še povečala celo za 15%. 
- Vir: Ministrstvo za varstvo okolja in urejanje prostora RS, 1992.